# NASA Astronaut Group 10
Il NASA Astronaut Group 10 è stato annunciato nel 1984. Tra i selezionati, William Shepherd, è stato il primo comandante della Stazione spaziale internazionale, durante la missione Expedition 1. Sonny Carter è morto nel 1991 in un incidente aereo.

## Elenco degli astronauti

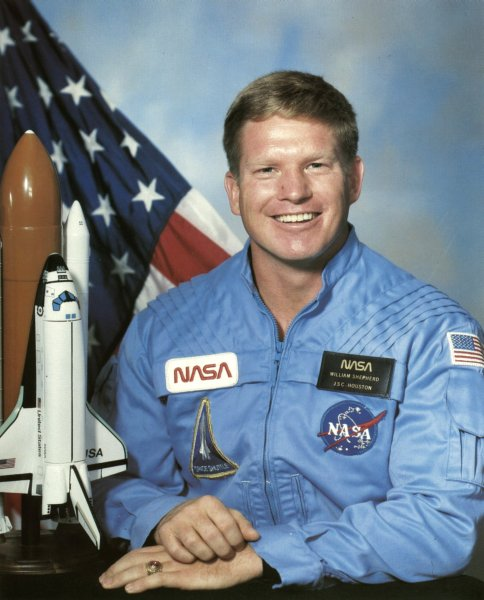
William Shepherd

### Piloti
- Kenneth Cameron

STS-37, Pilota
STS-56, Comandante
STS-74, Comandante
- John Casper

STS-36, Pilota
STS-54, Comandante
STS-62, Comandante
STS-77, Comandante
- Frank Culbertson

STS-38, Pilota
STS-51, Comandante
STS-105 / STS-108, Specialista di Missione
Expedition 3, Comandante
- Sidney Gutierrez

STS-40, Pilota
STS-59, Comandante
- Blaine Hammond

STS-39, Pilota
STS-64, Pilota
- Michael McCulley

STS-34, Pilota
- James Wetherbee

STS-32, Pilota
STS-52, Comandante
STS-63, Comandante
STS-86, Comandante
STS-102, Comandante
STS-113, Comandante

### Specialisti di Missione
- James Adamson

STS-28, Specialista di Missione
STS-43, Specialista di Missione
- Ellen Baker

STS-34, Specialista di Missione
STS-50, Specialista di Missione
STS-71, Specialista di Missione
- Mark Brown

STS-28, Specialista di Missione
STS-48, Specialista di Missione
- Sonny Carter

STS-33, Specialista di Missione
- Marsha Ivins

STS-32, Specialista di Missione
STS-46, Specialista di Missione
STS-62, Specialista di Missione
STS-81, Specialista di Missione
STS-98, Specialista di Missione
- Mark Lee

STS-30, Specialista di Missione
STS-47, Specialista di Missione
STS-64, Specialista di Missione
STS-82, Specialista di Missione
- George Low

STS-32, Specialista di Missione
STS-43, Specialista di Missione
STS-57, Specialista di Missione
- William Shepherd

STS-27, Specialista di Missione
STS-41, Specialista di Missione
STS-52, Specialista di Missione
Sojuz TM-31 / STS-102, Ingegnere di volo / Specialista di Missione
Expedition 1, Comandante
- Kathryn Thornton

STS-33, Specialista di Missione
STS-49, Specialista di Missione
STS-61, Specialista di Missione
STS-73, Specialista di Missione
- Charles Veach

STS-39, Specialista di Missione
STS-52, Specialista di Missione